# Distrikt Huañec

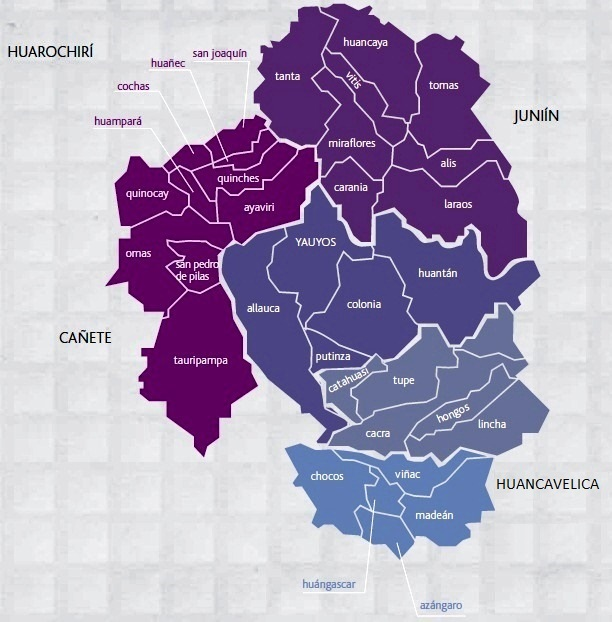
Karte der Provinz Yauyos

Der Distrikt Huañec liegt in der Provinz Yauyos in der Region Lima im zentralen Westen von Peru. Der Distrikt wurde im Jahr 1825 gegründet. Die umliegenden Ortschaften Quinches, San Joaquín, Cochas und Tanta wurden später zu eigenständigen Distrikten erhoben.
Der Distrikt besitzt eine Fläche von 42,3 km². Beim Zensus 2017 lebten 474 Einwohner im Distrikt. Im Jahr 1993 lag die Einwohnerzahl bei 456, im Jahr 2007 bei 467. Die Distriktverwaltung befindet sich in der 3202 m hoch gelegenen Ortschaft Huañec mit 445 Einwohnern (Stand 2017). Huañec ist neben mehreren Weilern der einzige Ort im Distrikt. Er befindet sich 30 km nordwestlich der Provinzhauptstadt Yauyos.

## Geographische Lage
Der Distrikt Huañec befindet sich in der peruanischen Westkordillere im Nordwesten der Provinz Yauyos. Die Längsausdehnung in WSW-ONO-Richtung beträgt 14,5 km, die maximale Breite liegt bei etwa 4 km. Der Distrikt erstreckt sich über das nördliche Flusstal des Oberlaufs des Río Quinches, ein linker Nebenfluss des Río Mala, und reicht im Nordosten bis zu einem 5000 m hohen Gebirgskamm.
Der Distrikt Huañec grenzt im Norden an den Distrikt San Joaquín, im Nordosten an den Distrikt Tanta sowie im Südosten und im Süden an den Distrikt Quinches.